# Соляризація
Соляриза́ція (від лат. Solaris — сонячний, sol — сонце; через французьке слово solarisation) — явище желатиносрібного фотопроцесу, за якому занадто велика експозиція призводить не до збільшення, а до зниження одержуваної внаслідок проявлення оптичної щільності. У підсумку переекспоновані ділянки виявляються на негативі менш щільними, ніж навколишні, які отримали нормальну експозицію. На позитиві в цих місцях відбувається ефект «обернення», коли сонце виглядає, як темний диск на світлому небі.

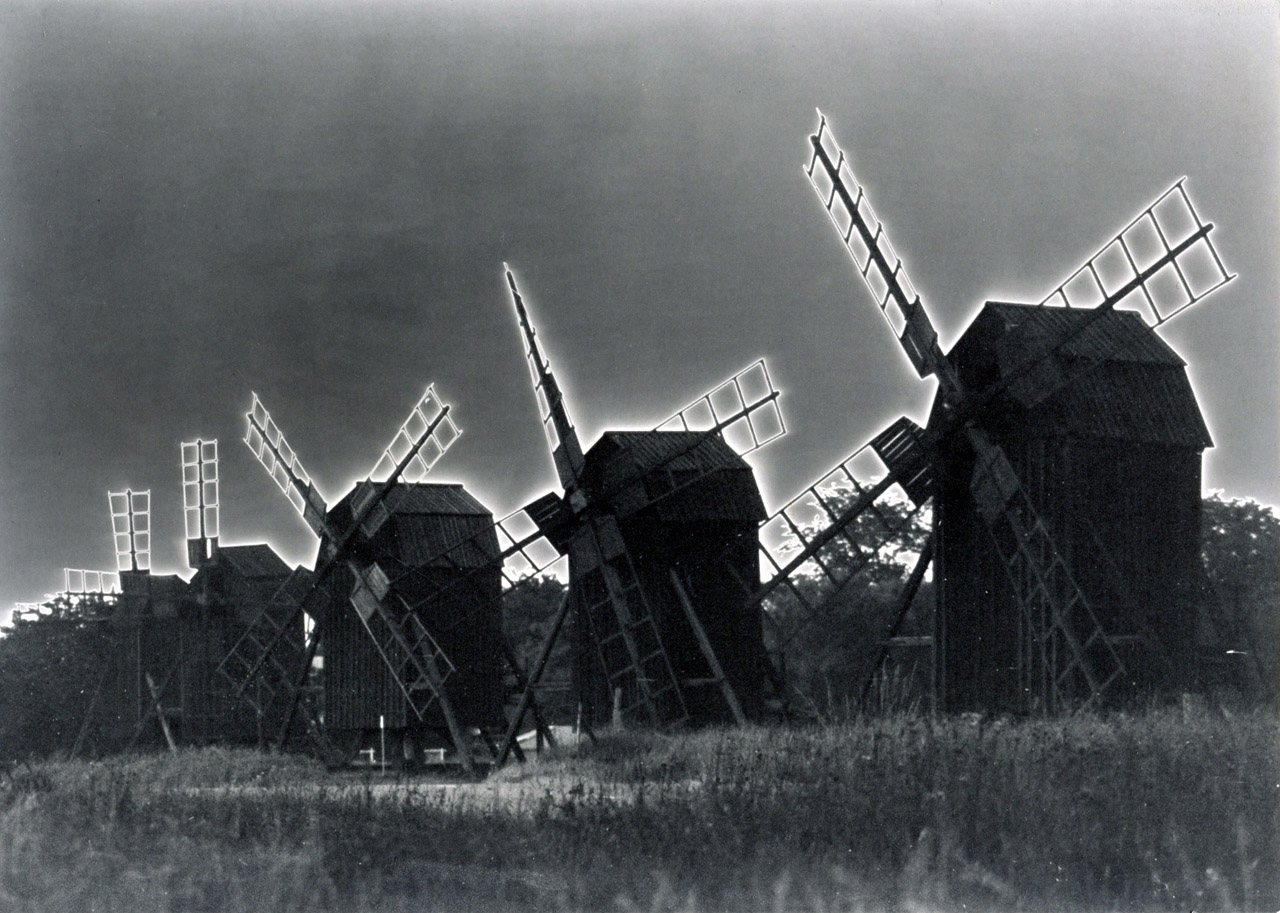
Знімок з ефектом псевдосоляризації

Псевдосоляризація, Ефект Сабатьє — різновид фотографіки, що дає схожий зображальний ефект, який отримується засвіченням частково проявленої емульсії. При подальшому проявлянні неекспоновані до засвічення ділянки емульсії стають чорними, а навколо вже проявлених утворюється світлий контур (лінії Маккі) за рахунок бічної дифузії продуктів окислення проявника.

## Причини явища
Якщо експозиція фотоматеріалу надмірна і виходить за межі лінійної ділянки характеристичної кривої, після проявлення оптична щільність зображення стає обернено пропорційною кількості світла, що потрапило на фотоемульсію. При цьому на ділянках, де відбувається подібне «пересвічення», оптична щільність тим менше, чим більша експозиція. Причиною соляризації вважають окислення центрів прихованого зображення нейтральними атомами вільних галогенідів, що утворюються за великої експозиції на мікрокристалах галогенідів срібла у фотоемульсії. У практичній фотографії ефект може проявлятися у вигляді зображення на готовому позитиві яскравих джерел світла темно-сірими або чорними плямами.

## Псевдосоляризація

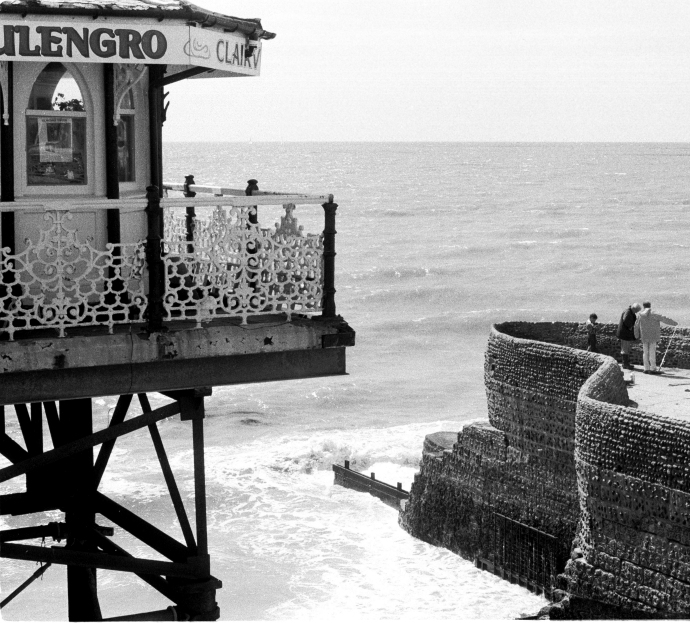
Звичайний відбиток

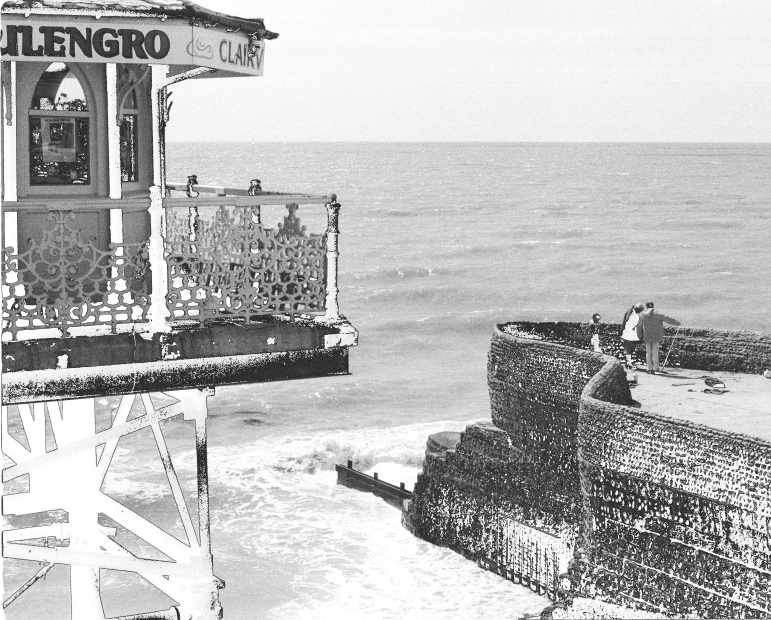
Відбиток з «соляризованого» контратипа

Характер зображення, що виходить внаслідок соляризації, можна штучно створити у фотолабораторії. Така техніка, винайдена в кінці XIX століття, отримала назву псевдосоляризації або ефекту Сабатьє. Першим виявив обернення частково проявленого зображення під впливом світла американський фотограф Вільям Джексон у 1857 році. Проте, відкриття приписують французькому хіміку Полю Сабатьє. Принципова різниця між соляризацією та її штучним аналогом практично не враховується, і фотографи слово «псевдосоляризація» майже не використовують.
Ефект Сабатьє може бути отриманий шляхом додаткової експозиції фотоматеріалу актинічним світлом після першого проявлення. При цьому вже проявлене металічне срібло екранує від засвічування шари світлочутливого галогеніду, що лежать під ним. Під час другого проявляння, що виконується після засвічення, оптична густина підвищується тільки на ділянках, що залишилися непроявленими при першому проявлянні, утворюючи комбіноване зображення зі світлим контуром в ділянці середніх півтонів. Це пояснюється десенсибілізацією відповідних ділянок фотоемульсії продуктами окислення першого проявника, які дифундували в них з сусідніх сильно експонованих ділянок. У разі, якщо експозиція засвічення перевищує первісну, зображення може вийти оберненим, а рівна експозиція дає однакову щільність світлих і темних ділянок. 
Ступінь вираженості ефекту залежить від часу другого проявляння: за надто великої його тривалості зображення зникає, а емульсія стає рівномірно чорною без будь-яких контурів. Через непередбачуваність процесу, в більшості випадків виконують засвічення не вихідного негатива, а контратипа, надрукованого на фототехнічній плівці. При цьому зображення являє собою так звані «лінії Маккі», тобто контур, що огинає найбільш контрастні деталі сюжету, що поєднується з напівтоновими фрагментами знімка. В залежності від використання негатива чи позитива контур може бути білим на чорному тлі або навпаки. Для отримання ліній Маккі випускалася спеціальна двошарова плівка «Аґфаконтур» (англ. Agfa Contour Film), одна з емульсій якої давала позитивне зображення, а інша — негативне. При цьому контурне зображення виходило відразу ж після першого проявлення, не вимагаючи засвічення і повторного проявлення. 
Ефект Сабатье використовувався багатьма фотохудожниками: він був улюбленим прийомом Едварда Вестона і Ман Рея.Псевдосоляризація також здійсненна в лабораторних умовах при виготовленні проміжного контратипа на кіноплівці. Ефект знайшов застосування в художніх фільмах: наприклад, в кіноказці Павла Арсенова «Король-олень» — в епізоді обміну героїв тілами. Схожий прийом реалізований на кольоровий кіноплівці в картинах «Тіні забутих предків» і «Вечір на Івана Купала». Прикладами вдалого використання також є кінофільми «Коло», «Маяковський сміється», «Сищик».
У сучасній цифровій фотографії ефект псевдосоляризації легко імітується в графічних редакторах спотворенням форми кривих півтонів як у монохромному зображенні, так і в кольоровому.